# Chinese Science Citation Database
O Chinese Science Citation Database (CSCD) é um banco de dados bibliográfico e índice de citações produzido pela Academia Chinesa de Ciências.
Ele é mantido pela Thomson Reuters e foi o primeiro banco de dados em seu produto Web of Science em outro idioma que não seja o inglês.